# Sindaci di Sassari
Di seguito l'elenco cronologico dei sindaci di Sassari e delle altre figure apicali equivalenti che si sono succedute nel corso della storia.

## Giudicato di Torres (fino al 1272)
| Periodo       | Periodo       | Primo cittadino     | Partito      | Carica  | Note  |
| ------------- | ------------- | ------------------- | ------------ | ------- | ----- |
| 1022          | ?             | Gonario I           |              | Giudice |       |
| ?             | 1038          | Comita II           |              | Giudice |       |
| 1038          | 1073          | Barisone I          |              | Giudice |       |
| ?             | ?             | Andrea Tanca        |              | Giudice |       |
| ?             | 18 marzo 1082 | Mariano I           |              | Giudice |       |
| 18 marzo 1082 | 1127          | Costantino I        |              | Giudice |       |
| 1127          | 1153          | Gonnario II         |              | Giudice | [ 1 ] |
| 1153          | 1191          | Barisone II         |              | Giudice | [ 2 ] |
| 1191          | 1198          | Costantino II       |              | Giudice |       |
| 1198          | 1218          | Comita III          |              | Giudice |       |
| 1218          | 1233          | Mariano II          |              | Giudice |       |
| 1233          | 1236          | Barisone III        |              | Giudice |       |
| 1236          | 1238          | Adelasia            |              | Giudice |       |
| 1238          | 1249          | Re Enzo di Sardegna | Hohenstaufen | Giudice |       |
| 1250          | 1270          | Michele Zanche      |              | Vicario |       |

## Comune di Sassari (1257-1323)
| Periodo | Periodo | Primo cittadino        | Partito | Carica         | Note  |
| ------- | ------- | ---------------------- | ------- | -------------- | ----- |
| 1272    | ?       | Arrigo da Caprona      | Pisa    | Podestà        |       |
| 1281    | 1282    | Goffredo Sampante      | Pisa    | Podestà        |       |
| 1282    | 1283    | Tano Badia de Sismondi | Pisa    | Podestà        |       |
| 1300    | ?       | Ottone Boccanegra      | Genova  | Podestà        |       |
| 1313    | ?       | Rolando da Castiglione | Genova  | Podestà        |       |
| 1316    | ?       | Cavallino De Honestis  | Genova  | Podestà        | [ 3 ] |
| 1323    | 1323    | Guantino Catoni        |         | Amministratore |       |

## Regno di Sardegna (1848-1861)
| Periodo           | Periodo           | Primo cittadino           | Partito | Carica            | Note  |
| ----------------- | ----------------- | ------------------------- | ------- | ----------------- | ----- |
| 1849              | 1852              | Giacomo Deliperi          |         | Sindaco           | [ 4 ] |
| gennaio 1852      | luglio 1852       | Antonio Maria Oggiano     |         | facente funzioni  |       |
| luglio 1852       | aprile 1854       | Giovanni Maria Sussarello |         | Sindaco           |       |
| 20 aprile 1854    | 1º settembre 1855 | Gian Maria Pisano Marras  |         | Sindaco           |       |
| 1º settembre 1855 | 22 novembre 1855  | Giuseppe Sotgiu           |         | Commissario regio |       |
| 23 novembre 1855  | dicembre 1859     | Giuseppe Sotgiu           |         | Sindaco           |       |
| 15 gennaio 1860   | marzo 1860        | Francesco Delitala        |         | Sindaco           |       |
| marzo 1860        | 1861              | Simone Manca di Mores     |         | Sindaco           |       |

## Regno d'Italia (1861-1946)
| Periodo           | Periodo           | Primo cittadino                                             | Partito                    | Carica                  | Note  |
| ----------------- | ----------------- | ----------------------------------------------------------- | -------------------------- | ----------------------- | ----- |
| 1861              | dicembre 1863     | Simone Manca di Mores                                       |                            | Sindaco                 |       |
| dicembre 1863     | 5 marzo 1864      | Gian Maria Pisano Marras                                    |                            | Assessore anziano       |       |
| 5 marzo 1864      | 30 giugno 1873    | Stefano Usai                                                |                            | Sindaco                 |       |
| luglio 1873       | settembre 1873    | Vincenzo Sanna Tolu                                         |                            | Assessore anziano       |       |
| settembre 1873    | novembre 1873     | Nicola Pasella                                              |                            | Assessore anziano       |       |
| novembre 1873     | maggio 1877       | Nicola Pasella                                              |                            | Sindaco                 |       |
| maggio 1877       | luglio 1877       | Vincenzo Sanna Tolu                                         |                            | Assessore anziano       |       |
| agosto 1877       | aprile 1878       | Antonio Crispo                                              |                            | Assessore anziano       |       |
| aprile 1878       | 25 novembre 1878  | Soro Pirino                                                 | Società Repubblica         | Assessore anziano       |       |
| 25 novembre 1878  | 14 aprile 1881    | Antonio Vitelli                                             |                            | Sindaco                 |       |
| 28 aprile 1881    | 19 novembre 1881  | Cesare Giordano                                             |                            | Sindaco                 |       |
| 20 novembre 1881  | 4 marzo 1882      | Aurelio Pabis                                               |                            | Commissario regio       |       |
| 6 marzo 1882      | 4 ottobre 1882    | Gerolamo Ledà                                               | Moderati                   | Assessore anziano       |       |
| 9 ottobre 1882    | 3 marzo 1883      | Alessandro Arborio Mella di Sant'Elia                       |                            | Assessore anziano       |       |
| 4 marzo 1883      | 08 maggio 1884    | Alessandro Arborio Mella di Sant'Elia                       |                            | Sindaco                 |       |
| maggio 1884       | 26 agosto 1884    | Ferdinando Perrino                                          |                            | Commissario regio       |       |
| 26 agosto 1884    | gennaio 1885      | Raffaele Garzia                                             |                            | Assessore anziano       |       |
| gennaio 1885      | gennaio 1886      | Raffaele Garzia                                             | Lista della conciliazione  | Sindaco                 |       |
| gennaio 1886      | maggio 1886       | Gaetano Mariotti                                            |                            | Assessore anziano       |       |
| maggio 1886       | ottobre 1888      | Gaetano Mariotti                                            |                            | Sindaco                 |       |
| ottobre 1888      | 21 novembre 1889  | Antonio Giuseppe Usai Giuseppe Basso Francesco Loriga Sanna |                            | Assessori anziani       |       |
| 21 novembre 1889  | marzo 1891        | Giuseppe Basso                                              |                            | Sindaco                 |       |
| marzo 1891        | 25 maggio 1891    | Raimondo Fogu Salvatore Solinas                             |                            | Assessori anziani       |       |
| 25 maggio 1891    | 29 settembre 1891 | Francesco Frate                                             |                            | Commissario regio       |       |
| 3 ottobre 1891    | 2 agosto 1892     | Antonio Conti                                               |                            | Sindaco                 |       |
| 2 agosto 1892     | 3 ottobre 1892    | Nicolò Andrea Podestà Enrico Berlinguer                     |                            | Assessori anziani       |       |
| 3 ottobre 1892    | 10 gennaio 1893   | Giacomo Pitzorno                                            |                            | Sindaco                 |       |
| 14 gennaio 1893   | 23 luglio 1895    | Gerolamo Ledà                                               |                            | Sindaco                 |       |
| 23 luglio 1895    | 6 febbraio 1902   | Gaetano Mariotti                                            |                            | Sindaco                 |       |
| 6 febbraio 1902   | 15 settembre 1902 | Pietro Satta Branca                                         |                            | Assessore anziano       |       |
| 15 settembre 1902 | 24 novembre 1904  | Pietro Satta Branca                                         |                            | Sindaco                 |       |
| 11 dicembre 1904  | 6 giugno 1905     | Paolo Grilloni                                              |                            | Commissario regio       |       |
| 9 giugno 1905     | 9 settembre 1910  | Pietro Satta Branca                                         |                            | Sindaco                 |       |
| 12 settembre 1910 | 28 novembre 1913  | Filippo Garavetti                                           |                            | Sindaco                 |       |
| 30 novembre 1913  | 3 febbraio 1914   | Enrico Fadda                                                |                            | Commissario prefettizio |       |
| 5 febbraio 1914   | 6 agosto 1914     | Ferdinando Lalli                                            |                            | Commissario regio       |       |
| 6 agosto 1914     | 8 aprile 1915     | Girolamo Pitzolo                                            |                            | Sindaco                 |       |
| 15 aprile 1915    | 13 febbraio 1917  | Giovanni Lavagna                                            |                            | Sindaco                 |       |
| 26 marzo 1917     | 25 aprile 1917    | Michele Mugoni                                              |                            | Commissario prefettizio |       |
| 28 aprile 1917    | 19 febbraio 1918  | Domenico Teodorani                                          |                            | Commissario regio       |       |
| 21 febbraio 1918  | 11 marzo 1918     | Michele Mugoni                                              |                            | Commissario prefettizio |       |
| 15 marzo 1918     | 6 novembre 1920   | Romualdo Cerilli                                            |                            | Commissario regio       |       |
| 8 novembre 1920   | 6 luglio 1923     | Flaminio Mancaleoni                                         | Liberali moderati          | Sindaco                 |       |
| 6 luglio 1923     | 19 dicembre 1925  | Candido Mura                                                |                            | Commissario prefettizio |       |
| 20 dicembre 1925  | 7 dicembre 1926   | Mario Schiffi                                               |                            | Commissario prefettizio |       |
| 9 dicembre 1926   | 14 dicembre 1926  | Pietro Campus                                               |                            | Commissario prefettizio |       |
| 15 dicembre 1926  | 23 dicembre 1926  | Mario Schiffi                                               |                            | Commissario prefettizio |       |
| 24 dicembre 1926  | 2 marzo 1930      | Antonio Leoni                                               | Partito Nazionale Fascista | Podestà                 |       |
| 4 marzo 1930      | 4 aprile 1930     | Luigi Pilo                                                  | Partito Nazionale Fascista | Podestà                 |       |
| 7 aprile 1930     | 16 aprile 1930    | Luigi Castiglia                                             |                            | Commissario prefettizio |       |
| 17 aprile 1930    | 28 gennaio 1931   | Luigi Pilo                                                  | Partito Nazionale Fascista | Podestà                 |       |
| 30 gennaio 1931   | 21 ottobre 1932   | Pietro David                                                |                            | Commissario prefettizio |       |
| 24 ottobre 1932   | 14 ottobre 1933   | Francesco Flumene                                           | Partito Nazionale Fascista | Podestà                 |       |
| 19 ottobre 1933   | 28 ottobre 1937   | Gavino Sussarello Ventura                                   | Partito Nazionale Fascista | Podestà                 |       |
| 5 novembre 1937   | 25 settembre 1938 | Italo Mormile                                               |                            | Commissario prefettizio |       |
| 26 settembre 1938 | 27 giugno 1943    | Giacomo Crovetti                                            | Partito Nazionale Fascista | Podestà                 |       |
| 30 giugno 1943    | 07 ottobre 1943   | Pietro Campus                                               |                            | Commissario prefettizio |       |
| 08 ottobre 1943   | giugno 1944       | Ignazio Devilla                                             |                            | Commissario prefettizio | [ 5 ] |
| giugno 1944       | 31 marzo 1946     | Ignazio Devilla                                             | Partito Liberale Italiano  | Sindaco                 | [ 6 ] |

## Repubblica Italiana (dal 1946)
| Sindaci eletti dal Consiglio comunale (1946-1995)    | Sindaci eletti dal Consiglio comunale (1946-1995) | Sindaci eletti dal Consiglio comunale (1946-1995) | Sindaci eletti dal Consiglio comunale (1946-1995) | Sindaci eletti dal Consiglio comunale (1946-1995) | Sindaci eletti dal Consiglio comunale (1946-1995) | Sindaci eletti dal Consiglio comunale (1946-1995) | Sindaci eletti dal Consiglio comunale (1946-1995) | Sindaci eletti dal Consiglio comunale (1946-1995) |
| Nominativo                                           | Nominativo                                        | Partito                                           | Partito                                           | Partito                                           | Partito                                           | Mandato                                           | Mandato                                           | Elezione                                          |
| Nominativo                                           | Nominativo                                        | Partito                                           | Partito                                           | Partito                                           | Partito                                           | Inizio                                            | Fine                                              | Elezione                                          |
| ---------------------------------------------------- | ------------------------------------------------- | ------------------------------------------------- | ------------------------------------------------- | ------------------------------------------------- | ------------------------------------------------- | ------------------------------------------------- | ------------------------------------------------- | ------------------------------------------------- |
|                                                      | Candido Mura                                      |                                                   | Democrazia Cristiana                              | Democrazia Cristiana                              | Democrazia Cristiana                              | 10 aprile 1946                                    | 4 settembre 1946                                  | Elezione 1946                                     |
|                                                      | Oreste Pieroni                                    |                                                   | Democrazia Cristiana                              | Democrazia Cristiana                              | Democrazia Cristiana                              | 4 settembre 1946                                  | 1952                                              | Elezione 1946                                     |
| 1952                                                 | Oreste Pieroni                                    | 25 settembre 1954                                 | Democrazia Cristiana                              | Democrazia Cristiana                              | Democrazia Cristiana                              | Elezione 1952                                     |                                                   |                                                   |
|                                                      | Vittorio Devilla                                  |                                                   | Democrazia Cristiana                              | Democrazia Cristiana                              | Democrazia Cristiana                              | Elezione 1952                                     | 25 settembre 1954                                 | 27 giugno 1956                                    |
|                                                      | Giuseppe Binna                                    |                                                   | Indipendente                                      | Indipendente                                      | Indipendente                                      | 27 giugno 1956                                    | 11 febbraio 1957                                  | Elezione 1956                                     |
|                                                      | Piero Masia                                       |                                                   | Democrazia Cristiana                              | Democrazia Cristiana                              | Democrazia Cristiana                              | 11 febbraio 1957                                  | 28 novembre 1960                                  | Elezione 1956                                     |
|                                                      | Lorenzo Ganadu                                    |                                                   | Democrazia Cristiana                              | Democrazia Cristiana                              | Democrazia Cristiana                              | 28 novembre 1960                                  | 6 settembre 1963                                  | Elezione 1960                                     |
|                                                      | Antonio Maria Brianda                             |                                                   | Democrazia Cristiana                              | Democrazia Cristiana                              | Democrazia Cristiana                              | 6 settembre 1963                                  | 9 gennaio 1965                                    | Elezione 1960                                     |
|                                                      | Salvino Naitana                                   |                                                   | Democrazia Cristiana                              | Democrazia Cristiana                              | Democrazia Cristiana                              | 9 gennaio 1965                                    | 9 maggio 1966                                     | Elezione 1964                                     |
|                                                      | Nicolò Piras                                      |                                                   | Democrazia Cristiana                              | Democrazia Cristiana                              | Democrazia Cristiana                              | 9 maggio 1966                                     | 20 dicembre 1968                                  | Elezione 1964                                     |
|                                                      | Francesco Guarino                                 |                                                   | Democrazia Cristiana                              | Democrazia Cristiana                              | Democrazia Cristiana                              | 20 dicembre 1968                                  | 1970                                              | Elezione 1964                                     |
| 1970                                                 | Francesco Guarino                                 | 15 gennaio 1971                                   | Democrazia Cristiana                              | Democrazia Cristiana                              | Democrazia Cristiana                              | Elezione 1970                                     |                                                   |                                                   |
|                                                      | Benito Saba                                       |                                                   | Democrazia Cristiana                              | Democrazia Cristiana                              | Democrazia Cristiana                              | Elezione 1970                                     | 15 gennaio 1971                                   | 10 dicembre 1973                                  |
|                                                      | Sebastiano Virdis                                 |                                                   | Democrazia Cristiana                              | Democrazia Cristiana                              | Democrazia Cristiana                              | Elezione 1970                                     | 10 dicembre 1973                                  | 6 settembre 1975                                  |
|                                                      | Fausto Fadda                                      |                                                   | Partito Socialista Italiano                       | Partito Socialista Italiano                       | Partito Socialista Italiano                       | 6 settembre 1975                                  | 13 dicembre 1978                                  | Elezione 1975                                     |
|                                                      | Franco Meloni                                     |                                                   | Partito Sardo d'Azione                            | Partito Sardo d'Azione                            | Partito Sardo d'Azione                            | 13 dicembre 1978                                  | 29 settembre 1980                                 | Elezione 1975                                     |
|                                                      | Pietro Montresori                                 |                                                   | Democrazia Cristiana                              | Democrazia Cristiana                              | Democrazia Cristiana                              | 29 settembre 1980                                 | 30 maggio 1983                                    | Elezione 1980                                     |
|                                                      | Raimondo Rizzu                                    |                                                   | Democrazia Cristiana                              | Democrazia Cristiana                              | Democrazia Cristiana                              | 30 maggio 1983                                    | 1985                                              | Elezione 1980                                     |
| 1985                                                 | Raimondo Rizzu                                    | 28 gennaio 1988                                   | Democrazia Cristiana                              | Democrazia Cristiana                              | Democrazia Cristiana                              | Elezione 1985                                     |                                                   |                                                   |
|                                                      | Marco Fumi                                        |                                                   | Partito Socialista Italiano                       | Partito Socialista Italiano                       | Partito Socialista Italiano                       | Elezione 1985                                     | 28 gennaio 1988                                   | 8 agosto 1990                                     |
|                                                      | Franco Borghetto                                  |                                                   | Partito Socialista Italiano                       | Partito Socialista Italiano                       | Partito Socialista Italiano                       | 8 agosto 1990                                     | 28 gennaio 1994                                   | Elezione 1990                                     |
|                                                      | Franco Masala                                     |                                                   | Partito Socialista Democratico Italiano           | Partito Socialista Democratico Italiano           | Partito Socialista Democratico Italiano           | 28 gennaio 1994                                   | 8 agosto 1994                                     | Elezione 1990                                     |
|                                                      | Giacomo Spissu                                    |                                                   | Partito Socialista Italiano                       | Partito Socialista Italiano                       | Partito Socialista Italiano                       | 8 agosto 1994                                     | 7 maggio 1995                                     | Elezione 1990                                     |
| Sindaci eletti direttamente dai cittadini (dal 1995) |                                                   |                                                   |                                                   |                                                   |                                                   |                                                   |                                                   |                                                   |
| Nominativo                                           | Nominativo                                        | Partito                                           | Partito                                           | Coalizione                                        | Coalizione                                        | Mandato                                           | Mandato                                           | Elezione                                          |
| Nominativo                                           | Nominativo                                        | Partito                                           | Partito                                           | Coalizione                                        | Coalizione                                        | Inizio                                            | Fine                                              | Elezione                                          |
|                                                      | Anna Sanna                                        |                                                   | Partito Democratico della Sinistra                |                                                   | PDS-PSd'Az-PdD-PPI-L. civiche                     | 7 maggio 1995                                     | 3 maggio 2000                                     | Elezione 1995                                     |
|                                                      | Nanni Campus                                      |                                                   | Alleanza Nazionale                                |                                                   | FI-AN-RS-CCD-L. civiche                           | 3 maggio 2000                                     | 9 maggio 2005                                     | Elezione 2000                                     |
|                                                      | Gianfranco Ganau                                  |                                                   | Democratici di Sinistra                           |                                                   | DS-DL-UDEUR-PS-PSd'Az-PRC-L. civiche              | 9 maggio 2005                                     | 23 giugno 2010                                    | Elezione 2005                                     |
|                                                      | Gianfranco Ganau                                  | Partito Democratico                               |                                                   | PD-IdV-FdV-FdS-PSI-SEL-L. civiche                 | 23 giugno 2010                                    | 28 marzo 2014                                     | Elezione 2010                                     |                                                   |
|                                                      | Guido Sechi (Commissario prefettizio)             | –                                                 | –                                                 | –                                                 | –                                                 | 28 marzo 2014                                     | 3 giugno 2014                                     | –                                                 |
|                                                      | Nicola Sanna                                      |                                                   | Partito Democratico                               |                                                   | PD-CD-SEL-IdV-L. civiche                          | 3 giugno 2014                                     | 2 luglio 2019                                     | Elezione 2014                                     |
|                                                      | Nanni Campus                                      |                                                   | Indipendente                                      |                                                   | L. civiche di centro-destra-M5S                   | 2 luglio 2019                                     | 17 giugno 2024                                    | Elezione 2019                                     |
|                                                      | Giuseppe Mascia                                   |                                                   | Partito Democratico                               |                                                   | PD-AVS-M5S-L. civiche                             | 17 giugno 2024                                    | in carica                                         | Elezione 2024                                     |